# Teatro alternativo
Teatro alternativo hace referencia a diversas manifestaciones para-teatrales en busca de dar la alternativa al teatro tradicional o clásico, sometido a los cánones históricos. También puede relacionarse con el teatro híbrido o vanguardista en busca de señas de identidad propias.

## Teatro como alternativa «versus» teatro diverso

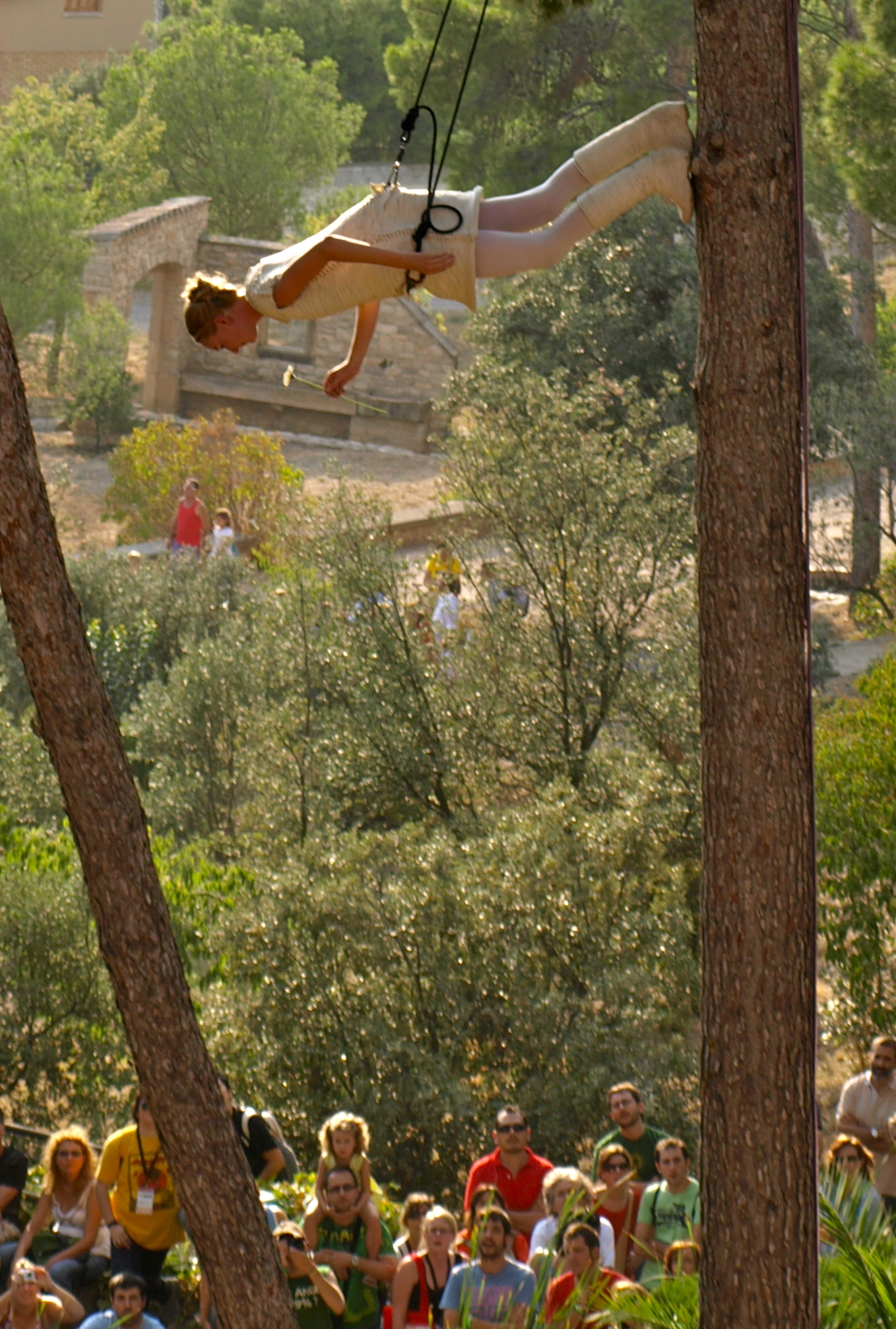
Artista actuando en el Parque de San Eloy. FiraTárrega 2009.

En su primera acepción el teatro alternativo sería aquel tipo de teatro profesional de compañías emergentes, nuevos dramaturgos y pequeñas productoras que con una sensibilidad propia no cuentan todavía con los recursos ni espacios que tiene el teatro tradicional o comercial (financiación, publicidad, teatros de primera línea) pero que aspiran a que su trayectoria les acabe llevando allá. Ser alternativa en este caso por lo tanto puede asociarse a novedad pero no tiene porqué ser sinónimo siempre de innovación.
En su segunda acepción el teatro alternativo se podría entender como ese teatro híbrido o conceptualmente distanciado del teatro canónico que por sus características no podría ser acogido en un teatro de primera línea a la italiana sin una profunda dramaturgia o adecuación ya que han sido concebidos de manera diferente, como teatro de calle o bien para una sala circular, o para un espacio no canónico. Muchas producciones experimentales o vanguardistas prefieren describirse como teatro alternativo para evitar un posible rechazo del público, así como otras producciones como teatro performativo, teatro de mimo o teatro-danza suelen ser englobadas como producciones alternativas o acogidas en festivales de teatro alternativo.
En una tercera acepción que podría englobar a las dos anteriores se trata del teatro realizado en sala alternativa, entendida esta como espacio circular (o semicircular) o multifuncional (como el Teatro Schaubühne de Berlín, que puede adaptar las graderías para muy diversos formatos) y que por lo tanto crea relaciones público-actores menos rígidas que el teatro a la italiana, y por lo tanto subordinadas a la propia pieza.

## Características del teatro alternativo
- Es teatro profesional.

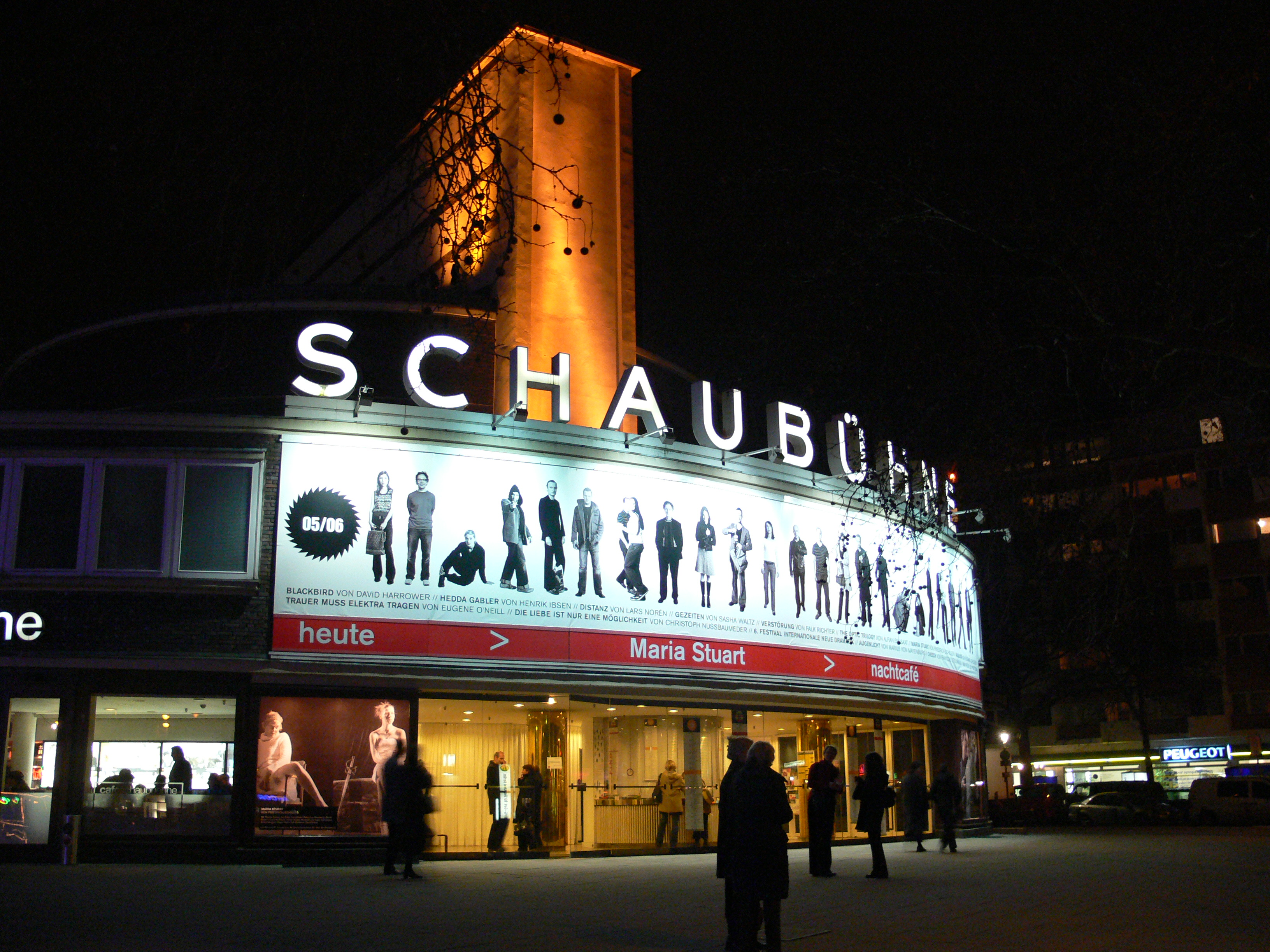
El Teatro Schaubühne de Berlín, de 1982, es una de las salas alternativas multimodulares que fue referente internacional.

- Mientras que el teatro canónico suele realizarse en teatro a la italiana con una fuerte presencia de escenografías y recursos mecánicos (desde los tradicionales fondos pintados y escenografía volumétrica colgada hasta ascensores hidráulicos y escenario modular), el teatro alternativo en sala alternativa suele por un lado puntar más hacia el trabajo del actor que queda rodeado por el público (siendo mayor la cercanía) mientras que por el lado técnico, es habitual una mayor presencia de pantallas y recursos digitales.
- Tanto el teatro emergente como el teatro experimental ya sea por su incipiente carrera como por su dificultad de acceso a una mayor difusión y público suele ocupar salas y teatros de menor aforo y, puesto que estas suelen tener una dotación mucho menor así como una más corta explotación económica las obras de teatro alternativo suelen ser más racionales o minimalistas con el uso de escenografía e iluminación, llegando en algunas producciones a prescindir prácticamente de tales elementos ocupando suelo público o espacios no canónicos.
- Por ese mismo motivo las compañías alternativas, en especial las que mezclan palabra, mimo, danza, música en directo, etc, suelen para ser económicamente sostenibles reducir sus repartos en número, llegando a tener un buen número de ellas entre uno y tres componentes, reparto que suele ir creciendo una vez la compañía es más conocida y solicitada.
- Debido a poderse concentrar en un público más específico el teatro alternativo, en especial aquel más incipiente o de menos presupuesto, puede ser más vanguardista o polémico en sus temáticas, en la línea del teatro independiente.[5]

## Festivales de teatro alternativo

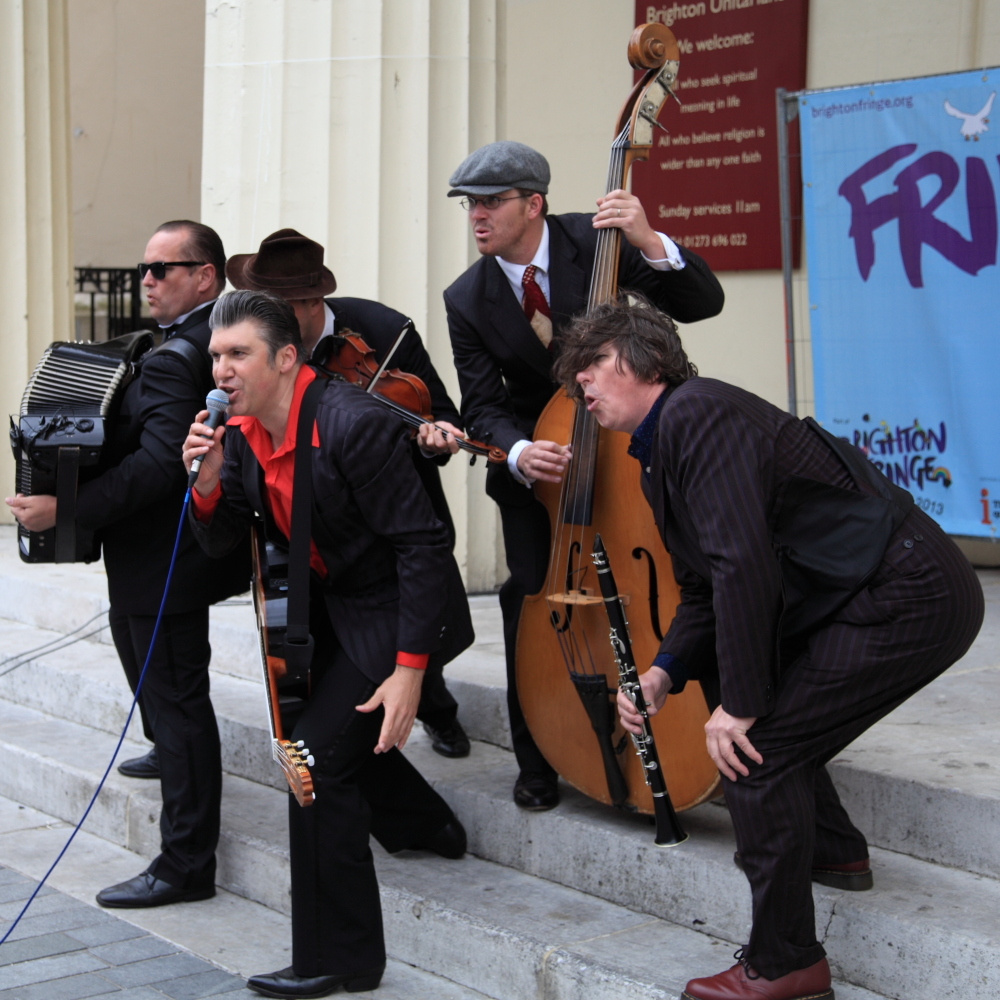
Mikelangelo and the Black Sea Gentlemen actuando en el Brighton Fringe Festival, en 2013.

Festivales como el Feria de Tárrega pueden englobarse dentro del espectro de teatro alternativo. En el marco internacional existe en el norte de Europa y Norteamérica una franquicia de festivales llamados Fringe, por lo que el teatro alternativo en el mundo anglosajón se suele conocer como teatro fringe.

### FestivalesFringe
«Fringe» denomina una tipología de festivales de teatro alternativo y experimental, con especial presencia de teatro de calle, y especial desarrollo en el norte de Europa y América del Norte, en periodos estivales.
El término «fringe», de origen inglés, nació en el Festival de Edimburgo, como sección paralela y haciendo referencia a la violación de los ‘márgenes’ estrictos del festival. Una de sus principales características es que se trata de festivales de teatro sin preselección donde todos los candidatos son aceptados. A veces, las piezas programadas son elegidas mediante un sorteo, a diferencia de los festivales clásicos en los que las obras en cartel son elegidas sobre la base de sus supuestas cualidades artísticas y siguiendo la línea o ideología propia de cada festival.

### Festival Surge Madrid
Surge Madrid es un certamen que busca "resaltar el diverso panorama de la creación escénica que ofrecen las salas y teatros de esta región [Madrid]". La muestra combina propuestas escénicas de compañías y creadores con trayectorias ligadas a la Comunidad de Madrid, incluyendo desde propuestas más o menos convencionales hasta otras más independientes.
El festival fomenta la colaboración entre los creadores y su ciudad, proponiendo una "mirada heterogénea y singular a las compañías, creadores y artistas madrileños", dando prioridad a las propuestas emergentes. 
En junio de 2019, cerró su VI edición con un total de 157 funciones a cargo de 50 compañías en 21 salas y teatros de la región, entre ellas: De punta en blanco de La Cantera, representada en el Teatro del Barrio; Bruja, Segundo Akelarre, de Wicca Danza en la Sala Mirador; Glitter, en el Teatro Pradillo; o Dangarunga, de Karen G. Justicia y Bacalorio Teatro en La Encina Teatro.